# Famicom Detective Club: The Missing Heir
Famicom Detective Club: The Missing Heir (ファミコン探偵倶楽部 消えた後継者 Famicom Tantei Club: Kieta Kōkeisha?) es un videojuego de aventuras desarrollado por Nintendo Research & Development 1 para Famicom Disk System. El juego, que consta de dos disquetes lanzados en 1988, recibió una precuela titulada Famicom Detective Club: The Girl Who Stands Behind (ファミコン探偵倶楽部PARTⅡ うしろに立つ少女 Famicom Tantei Club Part II: Ushiro ni Tatsu Shōjo?).
En Japón, el título se agregó a la colección Famicom Mini para Game Boy Advance y se distribuyó a través de Virtual Console para Wii, Wii U y Nintendo 3DS.
Se anunció un remake del título y su precuela para Nintendo Switch. La versión japonesa estaba programada originalmente para 2020, pero luego se pospuso hasta 2021.

## Jugabilidad
Manipulas al personaje principal (se puede ingresar su nombre) e investigas la muerte de una mujer que es la propietaria de cierto conglomerado y el posterior caso de asesinato.
El método de operación del personaje principal es método de selección de comando, seleccionar un comando como Mover, Escuchar, Llamar, Buscar para continuar con el juego. Como comando característico de este juego, hay dos comandos, Recordar y Razonar, "Recordar" existe desde el escenario donde el personaje principal es la pérdida de memoria. "Razonar" se utiliza para organizar la información obtenida.
Otra característica es que no siempre se muestran todos los comandos y los comandos que se pueden utilizar son limitados según la situación. Por lo tanto, en situaciones en las que tienes que escuchar una historia de una determinada persona, el comando "Mudar" no se muestra, y después de escuchar toda la información, se muestra el comando "Mudar", ten cuidado de no bloquearlo.
Al seleccionar el comando ¿Dónde? Después del comando "Buscar", aparecerá un cursor con forma de dedo en la pantalla, y al mover el cursor hacia arriba, abajo, izquierda o derecha, una parte de Aparecerá la pantalla. Puede comprobarlo.
Cuando salgas del juego, puedes guardar los datos guardados en la tarjeta de disco seleccionando el comando Dejar así.
Además, como producción en el juego, se produce un sonido cuando un personaje dice una pista importante o información inesperada. Además de eso, el escenario de la historia, las líneas de los personajes, la música, etc. se utilizan para crear la imagen de terror.
Dado que el formato es Disk System, los lados A y B se intercambian a intervalos regulares.
Al comenzar la segunda parte con la versión del sistema de disco, no puede reproducir a menos que inserte el disco en la primera parte y seleccione Titulo de Chosa (se muestra un mensaje de error si inserta solo la segunda parte). En Consola virtual de Wii, cuando juegas la segunda parte, puedes jugar seleccionando "Chosa West Sea" en la pantalla de título después de borrar la primera parte.

### Comandos
Utilice los siguientes comandos para avanzar en el juego. Pueden aparecer subcomandos y cursores después de cada comando. Sin embargo, no siempre se utiliza para los siguientes propósitos, y hay muchos casos en los que el significado de las opciones debe interpretarse correctamente según la situación. Por ejemplo, "detente" puede usarse como una sacudida psicológica para el interlocutor, o "mostrar" no siempre se puede realizar en las pertenencias.
| N.º | Comando   | Comentario |
| --- | --------- | --- |
| 1   | Mudar     | Se usa cuando se muda a otra ubicación.                                                                                         |
| 2   | Llamar    | Si tiene alguien con quien quiere hablar, use este comando para llamarlo.                                                       |
| 3   | Escuchar  | Úselo cuando quiera hacerle una pregunta a la persona con la que está hablando.                                                 |
| 4   | Buscar    | Úselo cuando desee averiguar lo que necesita.                                                                                   |
| 5   | Llevar    | Se usa al tomar lo que necesita.                                                                                                |
| 6   | Abrir     | Úselo cuando desee abrir lo que necesite.                                                                                       |
| 7   | Mostrar   | Úselo cuando quiera mostrar lo que tiene a la persona con la que está hablando.                                                 |
| 8   | Estrujar  | Se utiliza al hacer una deducción en la Agencia de Detectives Soragi en función del contenido de la operación hasta el momento. |
| 9   | Creo      | Úselo cuando recuerde algo. |
| 10  | Dejar así | Se usa para guardar el progreso al interrumpir una investigación.                                                               |

## Trama
El protagonista, que había caído en la hierba bajo el acantilado, se despierta con la voz de un hombre, recibe atención y recupera la conciencia en la casa del hombre. El hombre se llamó a sí mismo cielo y tierra. Después de eso, regresa a la escena donde estaba acostado y conoce a una chica. La niña, Ayumi Tachibana, me recuerda que es una asistente de detective perteneciente a la agencia de detectives Soragi.
Luego, después de ser informado de que la familia Ayaki, una de las principales personas adineradas de Japón, le había pedido que investigara la muerte de su dueño, Ayaki Kiku, quien murió repentinamente, el héroe recordó su nombre y luego fue a Myojin Village. cierta familia Ayaki.
El personaje principal fue solicitado por Zenzo Tanabe, un mayordomo de la familia Ayaki que sospechaba de la muerte de Kiku, quien era el actual cabeza de familia. Kiku fue confirmado muerto en su habitación poco después de publicar su testamento, y el Dr. Kumada, quien vive en el pueblo, le diagnosticó insuficiencia cardíaca, pero Zenzo dice que no parece haber muerto de una enfermedad.
Además, existe una tradición en el pueblo que se ha transmitido desde el período de los Reinos Combatientes de que "los muertos serán resucitados y el que viva en la familia Ayaki será asesinado", y se dice que el cuerpo aún está enterrado en la aldea de Myojin.
La familia Ayagi tiene tres personas que tienen derecho a heredar la herencia, el sobrino de Kiku, Kanji Ayagi, Jiro Ayagi, y su sobrina Azusa Kasuga. Kanda, un abogado corporativo de Ayaki Shoji, estuvo presente, y el testamento dice que todos los derechos que Kiku sería transferido a Yuri Ayaki, quien lleva la marca de un sucesor legítimo de la familia Ayaki. Resulta que Akira, el hijo de una cura completa, llegó a la familia Ayaki el día de la liberación de su testamento.
Además, en Ayagi Shoji, Kanji y Jiro estaban en un feroz conflicto en la empresa, fue Kanda, un abogado quien presentó al personaje principal a Zenzo, y Yuri llegó a amar al hermano menor que visitó la aldea. Sin embargo, obtiene información. que está desaparecido porque se escapó de la aldea porque Tokubei se opuso fuertemente a él, y que Yuri tiene un cuñado, Kazuto.
Durante ese tiempo, se descubrió que se había matado una cura completa en el dozo en las instalaciones de la familia Ayaki, y se detectó la huella digital de Akira en la llave del dozo, por lo que Akira era buscado como sospechoso. Posteriormente, Jiro es encontrado muerto en el monte Myojin, con la cabeza inclinada.
El héroe descubre que Yuri vivía en un pueblo llamado Yatsuka. Pero Yuri estaba muerto. Solo obtienes la información de que falta el hijo del lirio.
El Dr. Kumada regresa al hospital y cuenta un hecho grave. Se detectó una reacción de ácido cianhídrico en la mano derecha de Jiro. Además, Azusa aparece muerta bajo un acantilado en el mar. Azusa parecía haber sido empujada por un acantilado después de ser estrangulada.
El Dr. Kumada sugirió que la causa de la muerte de Jiro fue un cigarrillo que contenía  cianuro de potasio, lo que sugiere que Kiku pudo haber sido asesinado de la misma manera porque era un gran fumador. Cuando descubrí la tumba de Kiku para confirmar el cadáver , estaba el cadáver de Akira en él. La causa de la muerte fue el sacrificio con una lápida, y el bolsillo del cuerpo contenía un cigarrillo con una reacción de ácido cianhídrico. Además, el héroe recuerda haber sido atacado por Akira en un acantilado en el mar y empujado hacia el mar.
Luego de eso, el Dr. Kumada descubrió un ejemplo de un caso de asesinato provocado por cigarrillos de ácido azul, y el abogado a cargo en ese momento era Kanda, e hijo de una pareja que se suicidó luego de ser conducido por Tokubei, quien era el antiguo dueño. de la familia Ayaki en el pasado, es Kanda. Además, el héroe encontró una marca de quemadura en su hombro izquierdo, y de Motoko, la hija de Sawako Yamamoto, quien dirigía un orfanato en Yatsuka, el héroe es el sucesor del hijo de Yuri, la familia Ayaki. .
El héroe entra en el almacén de la familia Ayaki para obtener el sello de su sucesor, pero desentraña el misterio del laberinto y obtiene el sello del sucesor de la familia Ayaki. Sin embargo, la sombra se acercaba por detrás. El héroe que escuchó la voz se dio la vuelta, pero había cielo y tierra. Tenchi era un seudónimo y su verdadera identidad era Kanda.
Kanda se enteró de que el personaje principal era el sucesor de la familia Ayaki y deliberadamente se acercó a la familia Ayaki como detective. Sin embargo, Akira, que era cómplice, temía que el crimen fuera revelado y empujó al héroe al mar, por lo que sacó al héroe del mar, pero como había perdido la memoria, fingió ser irrelevante.
Kanda ataca al héroe, pero un extraño que pasó por Yatsuka-cho viene a ayudarlo. El extraño era Kazuto. Después de trasladarse al acantilado sobre el mar, tiene lugar un diálogo entre el personaje principal y Wajin, y se convierte en el final.